# Bank Melli Iran

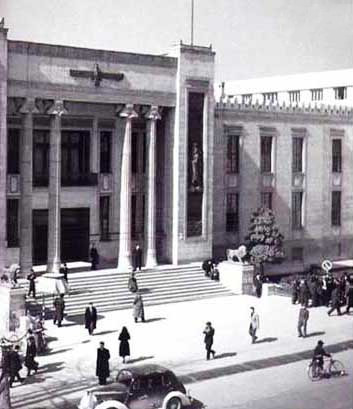
Bank Melli, Hauptgebäude in Teheran, 1946

Bank Melli Iran oder Nationalbank Iran (BMI, persisch بانک ملی ایران) ist die größte staatliche Bank des Iran.

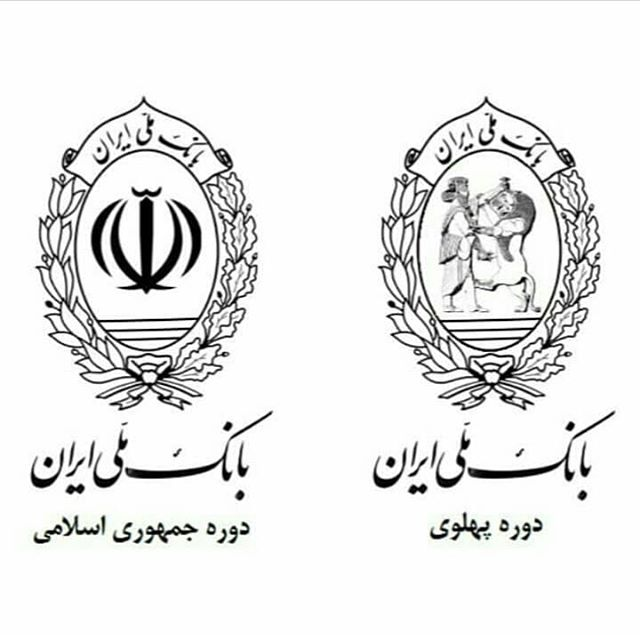
Logo der Iranischen Nationalbank vor und nach der Islamischen Revolution

## Gründungsgeschichte
Die Bank wurde 1927 auf Beschluss des iranischen Parlaments (Madschles) als erste Staatsbank des Iran gegründet.
Der erste Geschäftsführer war der Deutsche Kurt Lindenblatt, der vorher für die Nationalbank von Bulgarien gearbeitet hatte und von Wilhelm Bötzkes, dem damaligen Leiter der Bank für Industrieobligationen der heutigen IKB Deutsche Industriebank, empfohlen worden war. Lindenblatt erwies sich zunächst als eine glückliche Wahl. Die Bank nahm ihren Geschäftsbetrieb im September 1928 in Teheran auf und eröffnete in den kommenden Jahren Zweigstellen in größeren Städten des Irans aufgrund der beginnenden Weltwirtschaftskrise hatte die Bank erhebliche Refinanzierungsprobleme, die sie durch eine eigene Geschäftstätigkeit im Rohstoffhandel lösen wollte. Statt eines Gewinns hatte die Bank zum Ende des Geschäftsjahres März 1932 aber einen Verlust von 8,7 Mio. Rial angehäuft, was einem damaligen Gegenwert von 900.000 britischen Pfund entsprach. Lindenblatt reiste zu Wirtschaftsgesprächen im Juni 1932 nach Deutschland. Sein Stellvertreter Vogel, dem man von iranischer Seite die Unterschlagung von Geldern der Bank vorwarf, floh nach Beirut, wurde dort verhaftet und beging im Gefängnis Selbstmord. Nach seiner Rückkehr in den Iran wurde Lindenblatt verhört und umgehend entlassen. In dem öffentlich durchgeführten Gerichtsverfahren wurde er allerdings vollständig rehabilitiert. Abdolhossein Teymurtasch, Hofminister und rechte Hand Reza Schahs, wurde im Zusammenhang mit dem Skandal um die Verluste der Bank Melli im Januar 1933 ebenfalls verhaftet und zu fünf Jahren Gefängnis verurteilt, da er sich von der Bank erhebliche Summe zu Vorzugszinsen geliehen hatte, und die geliehenen Gelder zu Währungsspekulationen gegen die iranische Währung benutzt hatte. Wenige Monate später verstarb Teymurtasch in der Haft unter ungeklärten Umständen. Nachfolger von Lindenblatt wurde General Amir Khosrovi, der 1931 die Leitung der Bank Sepah (Armee-Bank) übernommen hatte.
1931 wurde die Bank vom Parlament autorisiert, die iranischen Rialscheine zu drucken und in Umlauf zu bringen. Diese Aufgabe oblag bis dahin der in britischem Besitz befindlichen Imperial Bank of Persia. Unter Khosrovi und später Hossein Ala weitete die Bank ihre Geschäftstätigkeit erheblich aus. Ihre Aufgabe war neben der Tätigkeit als Zentralbank die einer regulären Bank zur Finanzierung von Handel und Industrie. Bis zur Übernahme der Geschäftsleitung durch Abol Hassan Ebtehaj war die Bank Melli mehr eine Abteilung des Finanzministeriums denn eine unabhängige Bank. Erst Ebtehaj änderte dies grundlegend und machte aus der Bank Melli eine autonome Einrichtung.
Ihre Rolle als iranische Zentralbank verlor die Bank 1960 mit der Gründung der Bank Markazi. Von nun an war sie nur noch eine Geschäftsbank. 1965 wurde in Hamburg die erste Auslandsfiliale eröffnet.

## Geschäftstätigkeit
Seit ihrer Gründung wuchs die BMI zur Marktführerin der iranischen Finanzindustrie. Sie wickelt über die Hälfte des iranischen Außenhandels ab und unterhält etwa 3.100 Filialen, davon 16 im Ausland. Alle Geschäfte von BMI werden nach den Regeln des islamischen Bankwesen abgewickelt. Der momentane Geschäftsleiter der Bank ist Abdolhamid Ansari.
Die Niederlassungen befinden sich in Baku, Bahrain, Hongkong, Maskat, Muharraq, Moskau. Außerdem gibt es sieben Filialen in den Vereinigten Arabischen Emiraten. Die Aktivität der Filialen in London, Paris und Hamburg mussten nach den EU-Sanktionen vom Juni 2008 gestoppt werden.

## Sanktionen
Im Zusammenhang mit dem Streit um Atomanlagen im Iran erließen die USA bereits im Oktober 2007 in den Antiproliferations- und Antiterrorverfügungen Sanktionen gegen die BMI. Am 20. März 2008 warnte das Financial Crimes Enforcement Network des US-amerikanischen Finanzministeriums vor Geschäften mit der BMI und anderen iranischen Banken sowie vor Geldwäsche und Terrorismusunterstützung.
Der britische Premierminister Gordon Brown kündigte anlässlich des Besuchs von George W. Bush in London am 16. Juni 2008 an, das Auslandsvermögen der Bank mit sofortiger Wirkung einzufrieren.
Die Europäische Union gab daraufhin eine ähnliche Meldung bekannt und schloss sich den Sanktionen gegen die Bank Melli Iran an.